# Форонеј
Форонеј (грч. Phoroneus) (лат. Phoroneus) је аргејски краљ, син речног бога Инаха и његове жене Лаодике.

## Митологија
Форонеј је био, према аргејским легендама био први човек на свету, праотац људског рода. Он је био тај који је сместо људе у насеља, научио их да се баве занатима, даривао им ватру.
Форонеј је, док је био на власти, ујединио цео Пелопонез, а његов почетак владавине је био и почетак новог рачунања времена. Са својом женом, која се звала као и његова мајка, Лаодиком имао је двоје деце - Апис и Ниоба, али то нису Апис - египатски бог и Тебанска краљица Ниоба.
Форонејева сестра је била Ија, свепштеница богиње Хере и љубавница бога Зевса.

## О Форонеју
Мит о Форенеју има многе елементе из других митова - Прометеј, Деметра... па је питање његовог постанка и односа према другим митовима нешто што до сада није разрешено и објашњено.
Аргејци, који су сматрали да је Форонеј њихов праотац, су себе сматрали најстаријим грчким племеном, али, археолози још увек нису доказали и признали да је то тако, мада се племе Арг, сматра једним од најстаријих племена на тлу Грчке.